# Хюитфельд
Хюитфельд (Витфельд, дат. Hvitfeld, Huitfeldt) — древний датский (норвежский) дворянский род.

## Известные представители
Пётр Хюитфельд, в доме которого был взят в плен двумя дворянами король Кристофер II.
Арильд Хюитфельд (1546—1609), член датского государственного совета и канцлер. Высокое положение, открывшее ему свободный доступ в государственные архивы, дало возможность написать хронику Дании. Огромный труд этот, «Danmarks Riges Krönike og Bispekrönike», несмотря на значительные недостатки (в том числе, неточность многих копий, снятых с документов), до сих пор важен как материал по истории Дании, тем более, что большая часть первоисточников теперь утрачена. В предисловии к своему труду Хюитфельд обращается со смелой речью к королю, дает ему советы, поощрения и предостережения. Кроме того, Хюитфельд издал «Andrea Sunonis leges provinciales Scaniae» (1590), «Norske Hirdskraa» (1594, в переводе на современный ему датский яз.) и «Норвежскую хронику Тенса Мартенсена» (1594).
Ивар Хуитфельдт (1665—1710) — герой сражения со шведами в заливе Кьёге. Корабль «Данеброг» под его командой загорелся от неприятельских выстрелов и угрожал поджечь ближайшие корабли, находившиеся под ветром транспортные суда и сам город Кьёге. Командир мог бы спасти корабль и команду, если бы он повернул под ветер и выбросился со своим кораблем на берег. Но при проходе мимо подветренных кораблей они легко могли загореться. Чтобы этого избежать и не расстраивать боевой линии, герой-командир решил принести себя и своих людей в жертву и стал на якорь между обоими неприятельскими флотами. Огонь на «Даннеброге» дошел до пороховой камеры, и он взлетел на воздух; из 700 человек команды, из-за очень свежей погоды, удалось спастись только троим. Погибшим морякам установлен памятник в Лангелиние.
Анникен Хюитфельд (род. 1969) — норвежский политик (Норвежская рабочая партия), министр.

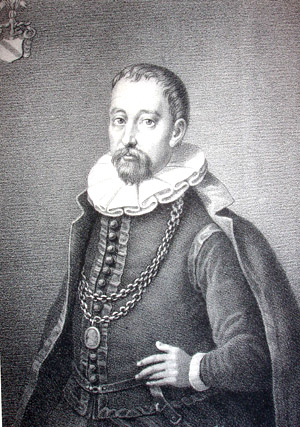
Арильд Хюитфельд[англ.]
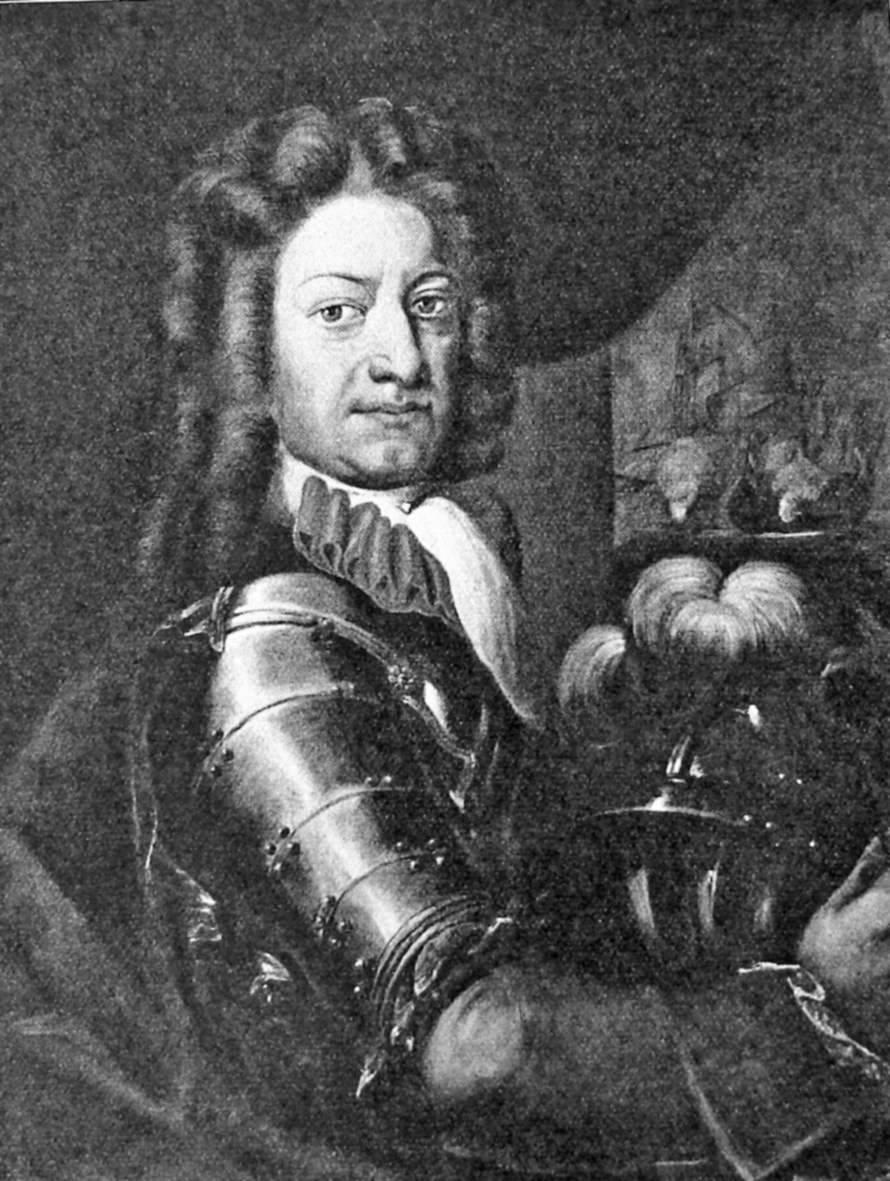
Ивар Хуитфельдт
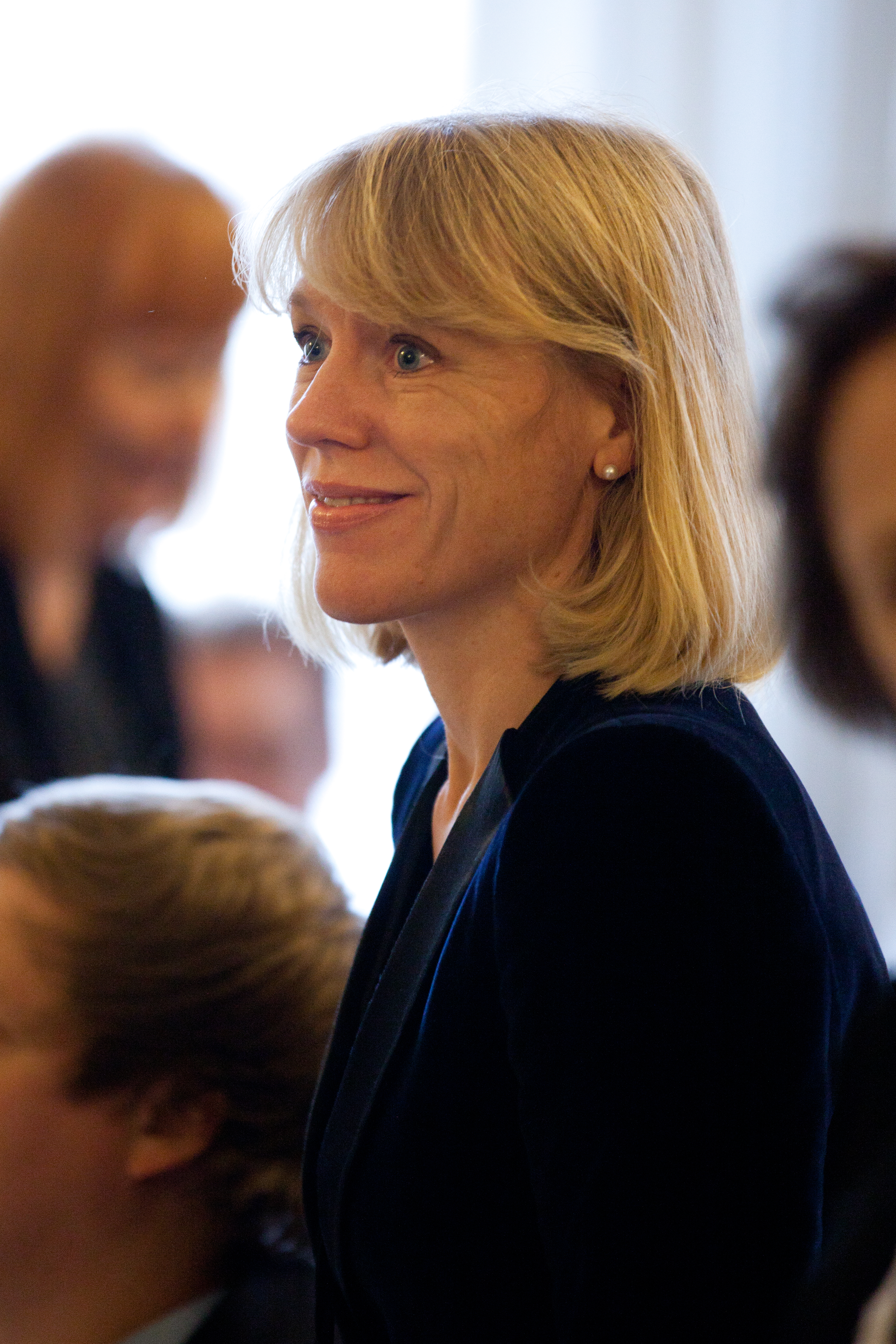
Анникен Хюитфельд